# Claudia Ciesla
Claudia Ciesla, född 12 februari 1987 i Wodzisław Śląski, Polen, är en polsk-tysk modell, skådespelare och sångare.

## Biografi
Cieśla startade sin modellkarriär som femtonåring då hon bland annat hjälpte till vid modeshower. I augusti 2005 var hon Miss Matador i tyska tidningen Matador. I mars 2006 blev hon utsedd till "Germanys Super Girl" av Auto Bild, Bild, Sat.1, T-Online och Kabeleins läsare. I maj 2006 utsåg tidningen Bild henne till "the Football/Soccer Worldcup Girl 2006". 2008 blev hon utsedd till "Snow Queen 2008" i Österrike. Samma år gjorde hon sin debut som artist och släppte singeln "I love dancing I Espania".
Ciesla har också arbetat som skådespelerska. Hon har bland annat deltagit i tyska tv-serien Beach House, italienska tv-serien Outsiders in Palermo och indiska filmen Karma.